# Viktor Vorobjov
Viktor Jefimovitj Vorobjov (ryska: Виктор Ефимович Воробьёв), född den 7 december 1955 i Legnica i Folkrepubliken Polen (nu  Polen), är en sovjetisk kanotist.
Han tog bland annat VM-guld i K-2 500 meter i samband med sprintvärldsmästerskapen i kanotsport 1975 i Belgrad.